# Lamezia rosato
Il Lamezia rosato è un vino DOC la cui produzione è consentita nella provincia di Catanzaro.

## Caratteristiche organolettiche
- colore: rosa più o meno intenso
- odore: delicato, caratteristico
- sapore: fragrante, asciutto

## Produzione
Provincia, stagione, volume in ettolitri
- nessun dato disponibile